# Josué Colmán
David Josué Colmán Escobar (Asunción, 25 de julio de 1998) es un futbolista paraguayo que se desempeña en la posición de centrocampista ofensivo y actualmente es jugador del Querétaro Fútbol Club de la Primera División de México.

## Trayectoria
Formado en las inferiores del Cerro Porteño, llegó al primer equipo en el 2016 y fue parte del equipo que ganó el Torneo de Clausura de 2017.
Fichó por el Orlando City de la MLS en enero de 2018. Al llegar se le asignó el dorsal número 10, dejado por Kaká. El jugador mencionó que "siente la responsabilidad de representar de la mejor manera ese número". Debutó con el club estadounidense el 17 de marzo de 2018 contra el New York City FC. Anotó su primer gol con el city el 31 de marzo de 2018, al New York Red Bulls.
Colman fue sacado del equipo del Orlando City luego de "quebrantar las reglas del camarín del equipo", según su entrenador. Por esta acción disciplinaria fue enviado a préstamo al Cerro Porteño para la segunda mitad del año 2019.
En el 2021 ficha para el club Guaraní, con un contrato de 2 años. En ese mismo año, con el Club llega a finales del torneo clausura contra Cerro Porteño y sale Vicecampeón.

## Clubes
| Club                     | País           | Año           |
| ------------------------ | -------------- | ------------- |
| Cerro Porteño            | Paraguay       | 2016 - 2017   |
| Orlando City Soccer Club | Estados Unidos | 2018-         |
| Cerro Porteño (préstamo) | Paraguay       | 2019-2020     |
| Club Guaraní             | Paraguay       | 2021-2022     |
| Mazatlán                 | México         | 2022-presente |

## Selección nacional
Jugó la Copa Mundial de Fútbol Sub-17 de 2015 con la selección de Paraguay sub-17 y el Campeonato Sudamericano de Fútbol Sub-20 de 2017 con la selección de Paraguay sub-20.
Es el único paraguayo en tener un balón de oro a nivel de selección menor, el cual obtuvo en la Copa México De Naciones del año 2014.

## Vida personal
Obtuvo la green card en febrero de 2019, con la que puede ser considerado como jugador doméstico en la MLS.